# Seanan McGuire
Seanan Lynn McGuire (ur. 5 stycznia 1978 w Martinez) – amerykańska pisarka i filkerka, tworząca pod pseudonimem Mira Grant.
Laureatka Nagrody Campbella dla nowego pisarza w 2010 roku, przede wszystkim za powieść z gatunku urban fantasy Rosemary and Rue. Oprócz tego nominowana do Nagrody im. Philipa K. Dicka oraz wielokrotnie do nagrody Hugo – tylko w 2013 roku była pięciokrotnie nominowana do Hugo w różnych kategoriach, zarówno pod własnym nazwiskiem jak i pod pseudonimem. Jej opowiadanie Każde serce to wrota zdobyło w latach 2016–2017 nagrody Nebula, Hugo i Locusa. W 2020 jej powieść Gra środkowa zdobyła Nagrodę Locusa dla najlepszej powieści fantasy.
Współredagowany przez nią podcast SF Squeecast otrzymał dwukrotnie nagrodę Hugo, w 2012 i 2013 roku.
Jest także aktywną twórczynią ruchu filk (muzyki fanowskiej), gdzie zdobyła pięć nagród Pegasus, za wykonawstwo, kompozycję oraz za najlepsze piosenki.

## Powieści

### October Daye[7]
1. Rosemary and Rue (2009, ISBN 978-0-7564-0571-7)
2. A Local Habitation (2010, ISBN 978-0-7564-0596-0)
3. An Artificial Night (2010, ISBN 978-0-7564-0626-4)
4. Late Eclipses (2011, ISBN 978-0-7564-0666-0)
5. One Salt Sea (2011, ISBN 978-0-7564-0683-7)
6. Ashes of Honor (2012, ISBN 978-0-7564-0749-0)
7. Chimes at Midnight (2013, ISBN 978-0-7564-0814-5)
8. The Winter Long (2014, ISBN 978-0-7564-0808-4)
9. A Red Rose Chain (2015, ISBN 978-0-7564-0809-1)
10. Once Broken Faith (2016, ISBN 978-1-4721-5105-6)
11. The Brightest Fell (2017, ISBN 978-0-7564-1331-6)
12. Night and Silence (2018, ISBN 978-0-7564-1476-4)
13. The Unkindest Tide (2019)
14. A Killing Frost (zapowiedź 2020)

### InCryptid
1. Discount Armageddon (2012, ISBN 978-0-7564-0713-1)
2. Midnight Blue-Light Special (2013, ISBN 978-0-7564-0792-6)
3. Half-Off Ragnarok (2014, ISBN 978-0-7564-0811-4)
4. Pocket Apocalypse (2015, ISBN 978-0-7564-0812-1)
5. Chaos Choreography (2016, ISBN 978-0-7564-0813-8)
6. Magic for Nothing (2017, ISBN 978-0-7564-1039-1)
7. Tricks for Free (2018, ISBN 978-0-7564-1040-7)
8. That Ain't Witchcraft (2019, ISBN 978-0756411794)
9. Imaginary Numbers (2020, ISBN 978-0-7564-1378-1)
10. Calculated Risks (zapowiedź  2021)

### Przegląd Końca Świata [ang. Newsflesh] (jako Mira Grant)
1. Feed (2010, ISBN 978-0-316-08105-4)[8]
2. Deadline (2011, ISBN 978-0-316-08106-1)[9]
3. Blackout (2012, ISBN 978-0-316-08107-8)[10]
4. Feedback (2016, ISBN 978-0-316-37934-2)[11]

### Parasitology (jako Mira Grant)
1. Parasite (2013, ISBN 978-0-356-50192-5)
2. Symbiont (2014, ISBN 978-0-316-21899-3)
3. Chimera (2015, ISBN 978-0-316-38103-1)

### Velveteen
1. Velveteen vs. the Junior Super Patriots (2012, ISBN 978-0-98579-891-8)
2. Velveteen vs. the Multiverse (2013, ISBN 978-0-98579-896-3)
3. Velveteen vs. the Seasons (2016, ISBN 978-0-99100-267-2)

### Indexing
1. Indexing (2014, ISBN 978-1-4778-0960-0)
2. Indexing: Reflections (2015, ISBN 978-1-5039-4774-0)

### Zbłąkane dzieci
1. Każde serce to wrota (Every Heart a Doorway 2016, ISBN 978-0-7653-8550-5; wyd. polskie Wydawnictwo Mag 2023)
2. Patyki i kości (Down Among the Sticks and Bones 2017, ISBN 978-0-76539-2-039; wyd. polskie Wydawnictwo Mag 2023)
3. Pod cukrowym niebem (Beneath the Sugar Sky, 2018, ISBN 978-0-765393-586; wyd. polskie Wydawnictwo Mag 2024)
4. W nieobecnym śnie (In an Absent Dream, 2019, ISBN 978-0-765399-298; wyd. polskie Wydawnictwo Mag 2024)
5. Upadek (Come Tumbling Down, 2020, ISBN 978-0-7653-9931-1; wyd. polskie Wydawnictwo Mag 2024)
6. Przez zielone pola (Across the Green Grass Fields, 2021, ISBN 978-1-250-21359-4; wyd. polskie Wydawnictwo Mag 2024)
7. Where the Drowned Girls Go (2022, ISBN 978-1-250-21362-4)
8. Lost in the Moment and Found (2023, ISBN 978-1-250-21363-1)
9. Mislaid in Parts Half-Known (2024, ISBN 978-1-250-84850-5)
10. Adrift in Currents Clean and Clear (2025, ISBN 978-1-250-84833-8)

### Ghost Stories
1. Sparrow Hill Road (2014, ISBN 978-0-7564-0961-6)
2. The Girl in the Green Silk Gown (2018, ISBN 978-0-7564-1380-4)

### Drowning Deep (jako Mira Grant)
1. Rolling in the Deep (2015)
2. Into the Drowning Deep (2017)

### Alien (jako Mira Grant)
1. Alien: Echo (2019, ISBN 978-1-250-30629-6)

### Middlegame
1. Gra środkowa (Middlegame 2019, ISBN 978-1-250-19552-4, wyd. pol. Wydawnictwo Mag 2023)